# Tremplin Adam-Małysz
Le tremplin Adam-Małysz est un tremplin de saut à ski, situé à Wisła en Pologne. Il est nommé en hommage à Adam Małysz le plus célèbre sauteur à ski polonais, natif de Wisła. Son point K est de 120 mètres et sa taille HS est de 134 mètres. Il est équipé en éclairage artificiel nécessaire pour disputer des compétitions le soir, de revêtement de plastique, pour la pratique estivale du saut à ski et d'un télésiège. La capacité des tribunes est de 15 000 spectateurs.

## Historique

### Malinka
Le premier tremplin de Malinka, un quartier de Wisła, est construit en 1933 sous la direction de Rudolf Kowala. Son point K est de 105 mètres. Il a été modernisé en 1953 et en 1966-1967. En 2001 il est décidé de le démolir et d'y construire un tremplin de 120 m. Le 28 février 2001 s'est déroulée la dernière compétition officielle sur l'ancien tremplin de Malinka, le championnat de Pologne de saut a ski. Ce jour-là, Wojciech Skupień a établi le dernier record - 112,5 m.

### Tremplin Adam-Małysz
Le premier saut sur le nouveau tremplin a été effectué le 17 septembre 2008 par Adam Małysz dépassant le point K de quelques mètres, le saut n'a pas été mesuré ni noté. Pourtant les médias rapportent que sa longueur est de 126 m.
Du 25 septembre au 28 septembre 2008 a lieu le championnat d'été de Pologne de saut a ski. Le concours a été gagné par Adam Małysz avec une distance de 133,5 m.
Durant la saison 2008-2009 le tremplin est utilisé pour la coupe continentale et la première épreuve de la coupe du monde est organisée le 9 janvier 2013. Depuis 2017, le tremplin reçoit les deux premiers évènements de la coupe du monde - une compétition par équipe et une compétition individuelle. 

## Records du tremplin
| Records d'hiver | Records d'hiver  | Records d'hiver       | Records d'hiver      | Records d'hiver |
| Lp.             | Année            | Vainqueur             | Distance             |                 |
| --------------- | ---------------- | --------------------- | -------------------- | --------------- |
| 1.              | 1933             | Mieczysław Kozdruń    | 41,0 m               |                 |
| 2.              | 1947             | Rudolf Fros           | 67,0 m               |                 |
| 3.              | 1952             | Stanisław Marusarz    | 78,0 m               |                 |
| 4.              | 1960             | Zdzisław Hryniewiecki | 78,5 m               |                 |
| 5.              | 1964             | Józef Przybyła        | 81,0 m               |                 |
| 6.              | 1968             | Józef Kocyan          | 86,5 m               |                 |
| 7.              | 1968             | Erwin Fiedor          | 87,5 m               |                 |
| 8.              | 1969             | Gari Napalkov         | 90,5 m               |                 |
| 9.              | 1971             | Stefan Hula           | 90,5 m               |                 |
| 10.             | 1973             | Stefan Hula           | 93,0 m               |                 |
| 11.             | 1973             | Rudolf Höhnl          | 93,0 m               |                 |
| 12.             | 1975             | Stanisław Bobak       | 99,0 m               |                 |
| 13.             | 1984             | Janusz Malik          | 102,5 m              |                 |
| 14.             | 1985             | Piotr Fijas           | 103,5 m              |                 |
| 15.             | 1986             | Piotr Fijas           | 104,5 m              |                 |
| 16.             | 1996             | Adam Małysz           | 105,0 m              |                 |
| 17.             | 1997             | Jakub Janda           | 110,0 m              |                 |
| 18.             | 1997             | Adam Małysz           | 110,0 m              |                 |
| 19.             | 1999             | Robert Mateja         | 110,5 m              |                 |
| 20.             | 28 février 2001  | Wojciech Skupień      | 112,5 m              |                 |
| 21.             | 14 février 2009  | Kamil Stoch           | 132,0 m              |                 |
| 22.             | 10 mars 2011     | Michael Hayböck       | 134,0 m              |                 |
| 23.             | 12 marca 2011    | Vegard Haukø Sklett   | 135,0 m              |                 |
| 24.             | 26 décembre 2011 | Kamil Stoch           | 136,0 m              |                 |
| 25.             | 4 février 2012   | Bartłomiej Kłusek     | 136,5 m              |                 |
| 26.             | 8 janvier 2013   | Stefan Kraft          | 139,0 m              |                 |
| 27.             | 16 janvier 2014  | Peter Prevc           | 140,5 m              |                 |
| 28.             | 15 janvier 2015  | Kamil Stoch           | 139,5 m              |                 |
| 29.             | 15 janvier 2015  | Anders Bardal         | 140,0 m (non validé) |                 |

| Records d'été | Records d'été     | Records d'été    | Records d'été | Records d'été |
|               | Date              | Vainqueur        | Distance      |               |
| ------------- | ----------------- | ---------------- | ------------- | ------------- |
| 1.            | 26 septembre 2008 | Paweł Słowiok    | 123,0 m       |               |
| 2.            | 26 septembre 2008 | Marcin Bachleda  | 125,0 m       |               |
| 3.            | 26 września 2008  | Adam Małysz      | 126,0 m       |               |
| 4.            | 26 septembre 2008 | Maciej Kot       | 135,0 m       |               |
| 5.            | 27 septembre 2008 | Adam Małysz      | 132,0 m       |               |
| 6.            | 27 septembre 2008 | Adam Małysz      | 132,5 m       |               |
| 7.            | 28 septembre 2008 | Marcin Bachleda  | 133,5 m       |               |
| 8.            | 13 septembre 2009 | Marcin Bachleda  | 134,0 m       |               |
| 9.            | 13 septembre 2009 | Adam Małysz      | 134,0 m       |               |
| 10.           | 25 juillet 2010   | Adam Małysz      | 134,5 m       |               |
| 11.           | 19 août 2010      | Kamil Stoch      | 134,5 m       |               |
| 12.           | 3 octobre 2010    | Anssi Koivuranta | 136,0 m       |               |
| 13.           | 3 octobre 2010    | Jure Šinkovec    | 137,5 m       |               |
| 14.           | 2 août 2013       | Kamil Stoch      | 136,0 m       |               |
| 15.           | 21 juillet 2016   | Anders Fannemel  | 137,5 m       |               |
| 16.           | 20 juillet 2014   | Piotr Żyła       | 140,0 m       |               |
| 17.           | 8 août 2015       | Klemens Murańka  | 138,0 m       |               |